# Lac Edwards
Lachlan Edwards (Hastings, 27 aprile 1992) è un ex giocatore di football americano australiano che ha giocato nel ruolo di punter nella National Football League (NFL).

## Biografia

### New York Jets
Al college, Edwards giocò a football alla Sam Houston State University. Fu scelto nel corso del settimo giro (235º assoluto) nel Draft NFL 2016 dai New York Jets. Debuttò come professionista nella gara del primo turno contro i Cincinnati Bengals in cui calciò tre punt per 154 yard.

## Statistiche
| Partite totali      | 2    |
| Partite da titolare | 0    |
| Punt                | 5    |
| Media               | 47,2 |